# Alberto Bernabé Pajares
Alberto Bernabé Pajares, filólogo espanhol, (Huelva, 1 de dezembro de 1946), destacado por seus estudos sobre o orfismo, a poesia arcaica grega, a crítica textual e a linguística indo-europeia.

## Biografia
Nascido em Huelva dia 1 de dezembro de 1946, é atualmente catedrático de Filología Grega na Universidade Complutense de Madri. Ocupou, entre outros cargos, o de presidente da Sociedade Espanhola de Linguística entre 1998 e 2002, colaborador no Dicionário Grego Espanhol do C.S.I.C., secretário de redação da Revista Espanhola de Linguística desde 1976, presidente do Centro de Estudos do Próximo Oriente desde 2003 e diretor do Departamento de Filologia Grega e Linguística Indoeuropea da Universidade Complutense desde 1 de julho de 2002.

## Obra
Bernabé é um autor prolífico. Suas publicações incluem mais de uma centena de artigos em revistas espanholas e estrangeiras sobre filologia, literatura, linguística e filosofia grega, micenología, povos hitita e indo-europeus, traduções de obras gregas e textos hititas e diversos livros monográficos. É autor, também, da edição canônica dos fragmentos dos épicos gregos anticos, publicado pela editora Teubner.